# 알렉산더 바이어

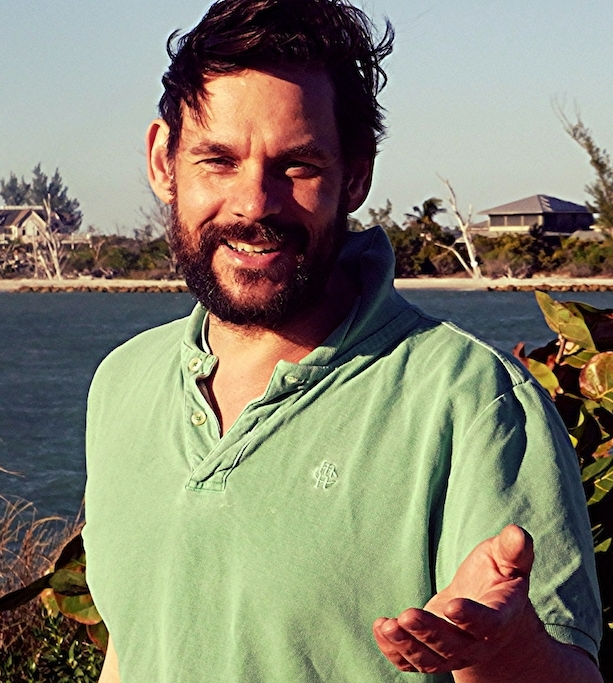

알렉산더 바이어(독일어: Alexander Beyer, 1973년 6월 24일 ~ )는 독일의 배우이다.
에르푸르트에서 태어났다.

## 영화
- 스틱스 (2018년)
- 리뎀션 로드 (2017년)
- 왓에버 해픈스 (2017년)
- 루나: 소녀의 복수 (2017년)
- 딩키 싱키 (2016년)
- 16 오크스 (2012년)
- 매춘부 한나 (2010년)
- 카를로스 (2010년)
- 루루 앤 지미 (2009년)
- 레닌그라드: 900일간의 전투 (2009년) - 워터 그래프 본 호에스도프 역
- 안나 성당의 기적 (2008년)
- 뮌헨 (2005년) - 뮌헨 지하철의 독일 기자 역
- 굿바이 레닌 (2003년) - 라이너 역
- 소피 (2002년) - 마누엘 역
- 그레고르의 위대한 발명 (2002년)
- 레전드 오브 리타 (2000년)
- 태양의 거리 (1999년)